# Melanie Chisholm
Melanie Jayne Chisholm (12 de gener de 1974, Whiston, Merseyside, Anglaterra) coneguda professionalment com a Melanie C o Mel C, és una cantant, compositora, actriu, ballarina, empresària, personalitat televisiva i model de fitness anglesa. És un dels cinc membres de les Spice Girls, on va ser sobrenomenada Sporty Spice.
Va aconseguir la fama el 1996 quan va publicar, en dos anys amb les Spice Girls, dos àlbums que van esdevenir número u consecutius, vuit senzills que van ser números u d'èxit mundial, el senzill debut més venut de tots els temps i el disc més venut de la història de la música d'un grup de noies, amb " Wannabe " al capdavant de 37 països amb més de set milions de discos, i Spice, que va arribar al número u de més de 17 països del món, amb més de 31 milions de còpies, com així com el segon àlbum Spiceworld amb més de 20 milions de còpies venudes. És coneguda per les seves habilitats vocals úniques que van ajudar a fer arribar a les Spice Girls a l'estrellat internacional. Va començar la seva carrera en solitari a finals del 1998 amb el cantant de rock canadenc Bryan Adams, i el seu àlbum debut Northern Star es va publicar el 1999, arribant al número u de Suècia i al número 4 de la llista d'àlbums del Regne Unit. Va rebre set certificacions de platí i tres d'or, incloses les de triple platí de la indústria fonogràfica britànica, que va vendre més de 4 milions de còpies a tot el món i es va convertir en l'àlbum en solitari més venut de qualsevol membre de les Spice Girls.
Després del seu segon àlbum Reason, amb més de 500.000 còpies, certificat com a disc d'or del Regne Unit, el 2004 es va separar de Virgin i va fundar la seva pròpia companyia discogràfica, Red Girl Records. Beautiful Intentions, el seu tercer àlbum, el 2005, va passar amb 9 setmanes al número 1 de Portugal i va generar singles d'èxit internacionals, venent més d'1,5 milions de còpies a tot el món amb diverses certificacions internacionals. El quart àlbum d'estudi, This Time, es va publicar el 2007 i es va convertir en el seu primer disc al top 10 a Suïssa on va obtenir la certificació d'or de la Federació Internacional de la Indústria Fonogràfica. Dels cinc senzills publicats, els tres primers van passar al número 1 de Portugal. Al desembre, Chisholm es va reunir amb les Spice Girls per llançar un àlbum de grans èxits que va ser promocionat amb una gira mundial. Va publicar el seu cinquè àlbum en solitari, The Sea, el 2011, el seu primer EP The Night on el 2012, el sisè àlbum d'estudi Stages, el 2012 i el setè àlbum, Version of Me (2016), que va ocupar el número u al Brasil. El setè àlbum d'estudi homònim de Chisholm es va publicar el 2 d'octubre de 2020. Els seus grans èxits són " When You're Gone ", " Northern Star ", " Never Be the Same Again ", " I Turn to You ", " Here It Comes Again ", " Next Best Superstar ", " First Day of My" Life "i" The Moment You Believe ".
Després d'haver participat en 11 número 1 del Regne Unit, més que qualsevol altra artista femenina de la història, segueix sent l'única intèrpret femenina en encapçalar les llistes de treball com a artista solista, formant part d'un duo, quartet i quintet. Amb 12 senzills número 1 del Regne Unit, inclòs el senzill solidari com a part de The Justice Collective, és la segona artista femenina i la primera artista femenina britànica amb més senzills al número 1 del Regne Unit i amb un total de 14 cançons. Chisholm és l'artista femenina amb més cançons al número 1 de la història del rànquing del Regne Unit. El seu treball li ha valgut diversos premis i nominacions, inclosa una menció al llibre Guinness, tres premis World Music Awards, cinc premis Brit amb deu nominacions, tres premis American Music Awards, quatre premis Billboard Music amb sis nominacions, vuit premis especials Billboard, tres premis MTV EMA amb set nominacions, un premi MTV Video Music amb dues nominacions, deu premis ASCAP, un premi Juno amb dues nominacions i quatre nominacions als Echo Awards.
Des del 1996, Chisholm ha venut més de 135 milions de discos, incloent 105 milions de còpies amb el grup, i 30 milions d'àlbums en solitari, senzills i col·laboracions, i ha obtingut més de 325 certificacions mundials (amb diversos reconeixements), incloent 40 certificacions com a artista solista de plata, or i platí.